# Länsväg 164
Länsväg 164 går mellan Åmål och Strömstad.

## Beskrivning
Länsväg 164 är en väg som förbinder Dalsland med Bohuslän via sträckan Åmål – Billingsfors – Ed – Strömstad. Den totala längden är 126 km. Vägen skyltas Åmål österut och Strömstad västerut. Standarden är vanlig landsväg, 7–8 meter bred. Delar av sträckan mellan Billingsfors och Ed anses som mycket vacker, med fina sjöutsikter, liksom den Blågröna vägen, som vägsträckningen en kortare bit befinner sig på.

## Anslutningar
- E45
- Länsväg 172
- Länsväg 166
- Länsväg 165
- E6

Vid Billingsfors har vägarna 164 och 172 en gemensam sträckning på en dryg mil. Väg 164 har även kortare gemensamma sträckningar med väg 165 och väg 166.

## Historia
Vägen har haft numret 164 mellan Skee och Åmål sedan vägnummer infördes på 1940-talet. Vägen har dock alltid skyltats Strömstad västerut trots att Skee varit slutpunkt. På 1970-talet genomfördes ett stort projekt då den 30 km långa sträckan mellan väg 172 och Töftedal nybyggdes eller på vissa ställen breddades, inklusive en passage utanför Ed. År 2012 förlängdes vägen från Skee till Strömstad via den nya sydliga infarten till Strömstad från E6 vid Skee.